# Владо Иванов
Владо Йорданов Иванов (роден на 15 юли 1993 г. в България) е български футболист, играе като полузащитник и се състезава за Спартак (Плевен).